# Малаян, Петрос Оганесович
Петрос Оганесович Малаян — советский и армянский художник. Заслуженный художник Армянской ССР.

## Биография
Родился 4 января 1927 года в Баку, в семье армянских беженцев из Карса (Западная Армения). Окончил Бакинское художественное училище (1941—1945), учился на факультете живописи в Академии Художеств в Ленинграде имени Репина (1945—1947) под руководством Б. Фогеля, Л. Острова, Л. Овсянникова. Затем переехал в Ереван и продолжал учёбу в Ереванском Xудожественно-Tеатральном Институте (учился у А. Бекаряна, В. Шакаряна), который окончил с дипломом отличия в 1951 году. Впоследствии он был приглашен остаться и преподавать рисунок.
Творил в области монументальной и станковой живописи, книжной графики. Его искусство отличается многообразием тематики и жанров. Художник с большой убедительностью и эмоциональностью передавал пафос труда, правдиво и любовно раскрывал образы своих современников. Он много и увлекательно работал в жанре портрета. Здесь, пожалуй, наиболее ярко раскрывается его любовь к человеку-творцу, для раскрытия духовного мира которого он находит четкое и ясное решение, выразительные художественные средства.
Первая персональная выставка П. Малаяна открылась в 1966 году в залах Дома художника Армении. Работы П. Малаяна демонстрировались также в Чехословакии, Польше, Монголии, на Кубе, в Бельгии и Ираке. В 1971 г. он был участником биеннале социалистических стран «Щецин-71», а также международного симпозиума «Путь Коперника», организованного Ольштынским Союзом Художников (Польша). П. Малаян был награждён памятной медалью этого симпозиума. Ему был вручен также диплом Союза художников СССР за участие в выставках акварельной живописи. В 1983 году он получил звание «Заслуженный художник Республики Армения», а с 1990 был профессором кафедры рисунка в Ереванском художественном институте.
Работы художника находятся в собрании Национальной Галереи Армении, в различных музеях России, Болгарии, а также в частных коллекциях. Петрос Малаян оставил богатое художественное наследие, коллекция художника насчитывает более 300 акварелей, портретов и графики. Его первая посмертная выставка была открыта в Ереване в Доме Союза Художников Армении в 2002 году.
Акварели Петроса Малаяна были уникальным явлением в художественной жизни Советской Армении второй половины XX века, когда большинство армянских художников выбирали масляные краски в качестве материала. География его акварелей поражает — простираясь от Армянского нагорья до Сибири, Енисея и достигая соборов Кракова и улицей Бухареста. Частый участник ежегодных акварельных выставках, организуемых Союзом Художников в Москве, Петрос Малаян был членом «Всесоюзной Комиссии по Акварели», где он представлял Армению.
Будучи одним из старейших членов преподавательского состава Ереванского Художественного Института (1951—1993), Петрос Малаян преподавал рисунок трём поколениям студентов. Его современники свидетельствуют о его приверженности к фундаментальному подходу к искусству, в частности, к академическому рисунку. Сам прошедший превосходную рисовальную школу Академии художеств Репина в Ленинграде, он требовал не меньше от своих учеников, уча их использовать рисунок как инструмент визуального анализа. Он часто рисовал вместе со своими студентами, чтобы позволить им обозревать процесс работы. Холодные зимы 90-х заставили Институт закрыть свои двери, ставя конец самому яркому периоду преподавания искусства в Советской Армении.

## Персональные выставки
1966 — Ереван, первая персональная выставка, Союз Художников Армении
1967 — Эчмиадзин, Армения
1972 — Щецин, Польша
1974 — Ольштин, Польша
1973 — Ереван 500-летие Коперника (АОКС)
1983 — Болгария
1987 — София, Болгария
1986 — Ереван, Армения
1991 — Ереван, Армения (ретроспективная)
2001 — Ереван, Армения (ретроспективная)

## Зарубежные выставки
1958 — Казахстан глазами Армянских художников (Ереван, Алма-Ата)
1961 — Москва (Всесоюзная художественная выставка 1961 года)
1970 — Москва — Отчётная выставка группы акварелистов СХ СССР «Тува — 1970»
1971 — Выставка «Советская акварель» (Чехословакия)
1972 — Выставка «Советская акварель» (Югославия, г. Белград)
1975 — Выставка «Советская акварель» (Венгрия)
1971 — 4-е «Биеннале живописи стран социализма» (Польша, г. Щецин).
1972 — Ольштин, Польша 500-летие Коперника
1973 — Венгрия (Tornyai Janos Muzeum), Ереван 500-летие Коперника (АОКС)
1974 — Ольштин, Польша
1974 — Выставка «Советская акварель» (Монголия, г. Улан-Батор)
1975 — Выставка «Советская акварель» (Венгрия)
1975 — Выставка «Советская акварель» (Болгария)
1978 — Выставка советских, венгерских, польских и чехословацких художников «Пейзажи дружбы» Москва, г. Катовице
1981 — Выставка акварели художников Армении (Киев, Украина)
1981 — Выставка «Советская акварель» (Куба, г. Гавана)
1981 — Выставка «Советская акварель» (Египет, г. Каир)
1982 — Выставка советских и болгарских художников (Болгария, г. София)
1983 — Bulgaria (Международный пленер акварели Никола Маринов, Тырговиште)

## Отзывы
- «Роль Петроса Малаяна в Армянском искусстве бесспорно важна. Живя во времена соцреализма, он оставался свободным». Гукас Чубярян.
- «Он один из художников, оставивших красивый след в нашем искусстве». Александр Григорян.